# Благое начало
«Благое начало», «Гут-Анфанген», «Гут-Бегин» или «Десегель-Бегин» — парусный корабль Азовского флота Российской империи пятого ранга, построенный кумпанством князя Ф. Ю. Ромодановского и относившийся к так называемым кораблям-баркалонам. Корабль находился в составе флота с 1699 по 1710 год, принимал участие в Керченском походе 1699 года и торговой экспедиции в Керчь 1702 года, а по окончании службы был разобран.

## Описание судна
Построенные для Азовского флота корабли, в числе которых был и «Благое начало», первоначально были названы баркалонами (от итал. barca longo — длинная барка), однако фактически соответствовали кораблям 5-го класса по принятой в Европе в конце XVII века классификации и в последующие годы во всех документах числились в качестве кораблей. Представляли собой двух- или трехмачтовые корабли с прямым и косым парусным вооружением, вооружались 26—46 орудиями различного калибра, включавшие двух-, четырёх-, шестифунтовые орудия и дробовики.
Длина корабля по сведениям из различных источников составляла от 35 до 35,1 метра, а ширина — от 7,4 до 7,45 метра. Вооружение судна в разное время могли составлять от 32 до 36 орудий, включавшие две 6-фунтовых, восемнадцать 4-фунтовых, шесть 3-фунтовых и десять 2-фунтовых пушек, а экипаж состоял из 115 человек.
Как и все корабли, построенные кумпанствами, отличался несовершенством конструкции и низким качеством выполнения работ по постройке.

## История службы
Корабль «Благое начало» был заложен кумпанством князя Ф. Ю. Ромодановского на Хопёрской верфи и после спуска на воду в 1699 году вошёл в состав Азовского флота России. Строительство вёл кораблестроитель Юрий Борвут.
В мае 1699 года корабль был переведён с Хопра в Азов. Летом того же года под командованием вице-адмирала К. И. Крюйса находился в составе эскадры адмирала Ф. А. Головина и принимал участие в Керченском походе. 23 июня (3 июля) эскадра вышла из Азова в Таганрог, затем разделилась на два отряда, которые с 5 (15) по 7 (17) августа маневрировали в Таганрогском заливе, а с 14 (24) по 18 (28) августа корабли эскадры ушли в Керчь. 31 августа (10 сентября) 1699 года вместе с другими кораблями эскадры «Благое начало» вернулся в Таганрог, а 14 (24) сентября перешёл в Азов. Во время похода командиром корабля вице-адмиралом К. И. Крюйсом была проведена опись Дона, составлен атлас реки и подготовлено описание плавания флота по Дону от устья Воронежа, а также от Таганрога до Керчи и обратно.
В 1702 году Пётр I разрешил иностранцам вести торговлю в устье Дона и в начале года в Азов прибыли несколько турецких торговых судов, помимо этого по личному распоряжению царя также следовало снарядить российское торговое судно в Турцию «для опыта». В связи с чем в июле 1702 года на «Благом начале» было оставлено 6 орудий и он под командованием комендера Питера Лобека в качестве торгового судна с грузом пушнины и других товаров из Сибирского приказа на борту был направлен в Керчь для установления торговых отношений с Турцией. Помимо всего прочего командиру корабля было предписано:

стараться, при помощи подарков, расположить в нашу пользу местных турецких сановников и, не навлекая на себя подозрения, удостовериться, предпринимаются ли какие-нибудь работы к преграждению Керченского пролива
В течение трёх недель корабль находился под Керчью в ожидании разрешения на проведение торговых операций из Константинополя, однако ответ так и не был получен, и «Благое начало» 23 августа (3 сентября) вернулся в Азов, куда керченские власти обещали переслать ответ султана, однако и в Азов разрешение направлено не было.
В мае 1704 году корабль перешел из Азова на ремонт в Таганрог, где по окончании службы в 1710 году и был разобран.

## Командиры корабля
Командирами линейного корабля «Благое начало» в разное время служили:
- вице-адмирал К. И. Крюйс (1699 год)[12];
- комендер П. Лобек (1702 год)[комм. 3][9].

### Комментарии
1. ↑  115 футов.
2. ↑  24 фута 5,5 дюймов.
3. ↑  Оригинал имени P. Lobek, в некоторых русскоязычных источниках упоминается как Питер Любек.